# Decrepit Birth
Decrepit Birth – amerykański zespół wykonujący technical death metal powstały w 2001 roku w Santa Cruz w stanie Kalifornia.

## Historia
Zespół powstał w 2001 roku w Santa Cruz w stanie Kalifornia. Działalność formacji zainicjowali gitarzysta Matt Sotelo, wokalista Bill Robinson oraz basista Derek Boyer. Rok później skład uzupełnił gitarzysta Mike Turner. Grupa zadebiutowała wydanym 7 października 2003 roku albumem ...And Time Begins. Sesyjne na płycie zagrał perkusista Tim Yeung ówczesny członek grupy Vital Remains. 28 stycznia 2008 roku został wydany drugi album zespołu pt. Diminishing Between Worlds. Kompozycje zostały zarejestrowane w Castle Ultimate Studios we współpracy z producentem muzycznym i inżynierem dźwięku Zackiem Ohrenem. Również w 2008 roku muzycy podpisali kontrakt z wytwórnią muzyczna Nuclear Blast.
Trzeci album formacji zatytułowany Polarity ukazał się 27 lipca 2010 roku nakładem wytwórni muzycznej Nuclear Blast. Wydawnictwo zadebiutowało na 18. miejscu listy Top Heatseekers w Stanach Zjednoczonych sprzedając się w przeciągu tygodnia od dnia premiery w nakładzie 1300 egzemplarzy. W ramach promocji do pochodzącego z płyty utworu "The Resonance" został zrealizowany teledysk który wyreżyserował Ann Christin "Anki" Rihm. Przed premierą płyty formację opuścili gitarzysta Dan Eggers i perkusista KC Howard.
Podczas trasy koncertowej Summer Slaughter promującej trzecie wydawnictwo zespołu na perkusji zagrał Sam "Samus" Paulicelli były członek Abigail Williams.

## Dyskografia
- ...And Time Begins (LP, 2003)
- Diminishing Between Worlds (LP, 2008)
- Polarity (LP, 2010)

## Teledyski
- "The Resonance" (2010, reżyseria: Ann Christin "Anki" Rihm)[9]

## Nagrody i wyróżnienia
| Rok  | Kategoria                             | Nagroda                 | Uwagi       |
| ---- | ------------------------------------- | ----------------------- | ----------- |
| 2011 | The Best Death Metal Album (Polarity) | Metal Storm Awards 2010 | 11. miejsce |